# Santa Anita (Baja California)
Santa Anita es una localidad del estado mexicano de Baja California. Es parte del municipio de Playas de Rosarito.

## Toponimia
El nombre de la población hace referencia a la santa patrona de la localidad: Santa Ana.

## Demografía
| Gráfica de evolución demográfica |
|                                  |

| Censo | Población |
| ----- | --------- |
| 1990  | 526       |
| 2000  | 1 108     |
| 2010  | 1 284     |
| 2020  | 1 192     |